# Lenoir
Lenoir – miasto we wschodniej części Stanów Zjednoczonych, w stanie Karolina Północna, siedziba administracyjna hrabstwa Caldwell. Ma 16 793 mieszkańców (2000). Jest częścią obszaru metropolitalnego Hickory—Lenoir—Morganton liczącego około 360 tys. mieszkańców (2007).